# Tan's Film

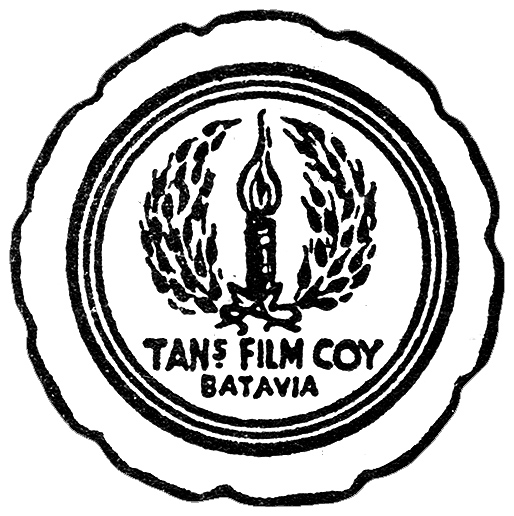
Logo de la compagnie Tan’s Film

Tan's Film est une société de production cinématographique qui était établie aux Indes orientales néerlandaises (aujourd'hui l'Indonésie). Elle a été établie par Tan Khoen Yauw et Tan Khoen Hian le 1er septembre 1929.

## Liste de films
- Njai Dasima (1929/1930)
- Nancy Bikin Pembalesan (1930)
- Melati van Agam (1930)
- Si Ronda (1930)
- Huwen op Bevel (1931)
- Njai Dasima (1932)
- Fatima (1938)
- Gagak Item (1939)
- Siti Akbari (1940)
- Sorga Ka Toedjoe (1940)
- Roekihati (1940)
- Koeda Sembrani (1941)
- Poesaka Terpendam (1941)
- Aladin dengan Lampu Wasiat (1941)